# Carex inamii
Carex inamii är en halvgräsart som beskrevs av Jisaburo Ohwi. Carex inamii ingår i släktet starrar, och familjen halvgräs. Inga underarter finns listade i Catalogue of Life.